# فمینیسم موضعی
فمینیسم موضعی یا دیدگاهی (انگلیسی: Standpoint feminism) نظریه‌ای است مبنی بر این‌که علوم اجتماعی فمینیستی باید از دیدگاه زنان یا گروه‌های خاصی از زنان تجربه شود. برخی از محققان (مانند پاتریشیا هیل کالینز و دوروتی ای. اسمیت) می‌گویند که تجربه‌ها برای درک برخی از جنبه‌های جهان مجهزتر هستند. معرفت‌شناسی موضعی زنانه فمینیستی پیشنهاد می‌کند که تجربیات زنان را به نقطه عزیمت و گاهی به جای تجربیات مردان تبدیل کنید.

## مرور کلی
دوروتی ای. اسمیت، که در دانشگاه کالیفرنیا، برکلی تدریس می‌کرد، زمانی که جنبش زنان در مراحل اولیه خود بود، به تجربه دانشگاهیان زن توجه نمود و شروع به پرسیدن درباره داستان‌های زندگی این زنان کرد. اسمیت به عنوان یک فمینیست الهام گرفته از کارل مارکس، توجه خود را به توسعه «جامعه‌شناسی برای زنان» معطوف کرد. او نظریه دیدگاه فمینیستی را بنیان نهاد، که به دنیای اجتماعی از دیدگاه زنان در دنیای روزمره‌شان و روش‌هایی که زنان از طریق آنها دنیای خود را به صورت اجتماعی می‌سازند، نگاه می‌کرد. 
همانطور که نانسی هارتسوک در سال ۱۹۸۳ نظریه‌پردازی کرد، فمینیسم دیدگاه در مارکسیسم پایه‌گذاری شده است.. هارتسوک استدلال کرد که می‌توان از درک مارکس از تجربه، یک دیدگاه فمینیستی ساخت و از آن برای نقد نظریه‌های مردسالارانه استفاده کرد. از این رو، یک دیدگاه فمینیستی برای بررسی ستمهای سیستماتیک در جامعه‌ای که به گفته فمینیست‌های دیدگاه، دانش زنان را بی‌ارزش می‌کند، ضروری است. فمینیسم دیدگاه معتقد است که از آنجا که زندگی و نقش زنان تقریباً در همه جوامع به طور قابل توجهی با مردان متفاوت است، زنان نوع متفاوتی از دانش را در اختیار دارند. موقعیت آنها به عنوان یک گروه فرودست به زنان اجازه می‌دهد تا جهان را به شیوه‌هایی متفاوت و چالش برانگیز برای خرد متعارف مردسالار موجود ببینند و درک کنند.